# Belmopan
Belmopan (uradno angleško City of Belmopan) je glavno mesto obmorske srednjeameriške države Belize. Z manj kot 20.000 prebivalci (po oceni za leto 2015) je eno najmanjših glavnih mest na svetu ter tretje največje naselje v državi, za mestom Belize in San Ignaciem. Je tudi eno najmlajših glavnih mest, saj je bilo kot načrtovano mesto zgrajeno konec 1960-ih let in uradno ustanovljeno leta 1970 kot zamenjava za dotedanje glavno mesto Belize.

## Zgodovina
Potem ko je orkan Hattie leta 1961 uničil približno 75 % hiš in poslovnih prostorov v nižje ležečem in obalnem mestu Belize, je vlada predlagala gradnjo novega glavnega mesta. Ta nova prestolnica bi bila na boljšem terenu, ne bi zahtevala drage melioracije zemlje in bi zagotovila industrijsko območje. Leta 1962 je odbor izbral lokacijo, ki je danes znana kot Belmopan, 82 kilometrov jugozahodno od stare prestolnice Belize.
Ker je bil Belize leta 1964 britanska kolonija (znan kot Britanski Honduras), je premier George Cadle Price vodil delegacijo v London, da bi poiskala sredstva za financiranje nove prestolnice. Čeprav se niso bili pripravljeni zavezati k financiranju tako velikega projekta, je britanska vlada pokazala zanimanje zaradi logike umeščanja prestolnice na višino, varno pred nevihtnimi sunki. Da bi spodbudili finančno zavezo britanske vlade, sta premier Price in vlada Združene ljudske stranke povabila Anthonyja Greenwooda, državnega sekretarja za Commonwealth in kolonije, da obišče Belize. Eden od vrhuncev tega obiska je bilo odkritje spomenika na milji 49 na zahodni cesti. Spomenik beleži, da je lord Greenwood 9. oktobra 1965 posvetil mesto za novo prestolnico. Na nek način je obstajala zaveza.
Ime, izbrano za novo glavno mesto, Belmopan, izhaja iz združitve dveh besed: Belize, imena najdaljše reke v državi, in Mopan, ene od rek na tem območju, ki se izliva v reko Belize. Prvotni ocenjeni stroški za gradnjo tega novega mesta so bili 40 milijonov belizejskih dolarjev (20,5 milijona ameriških dolarjev). Na voljo je bilo samo 20 milijonov belizejskih dolarjev (10 milijonov ameriških dolarjev), vendar zagona ni bilo za izgubiti.
Leta 1967 so se začela dela; prva faza novega mesta je bila dokončana leta 1970 in je stala 24 milijonov belizejskih dolarjev (12 milijonov ameriških dolarjev). Od leta 1970 do 2000 je upravo Belmopana upravljala korporacija za obnovo in razvoj, znana kot Recondev. Recondev je imel moč in pooblastilo za zagotavljanje komunalnih funkcij, potrebnih za nemoteno delovanje vodenje mestnega poslovanja in infrastrukture.
Med tujimi vladami je bilo prvotno nasprotovanje preselitvi veleposlaništev v Belmopan, saj je bilo nekaj dvomov o tem, ali bo to celinsko območje res postalo delujoča prestolnica. Britanski visoki komisariat je bil odprt leta 1981, ko je Belize dosegel neodvisnost, na svojo sedanjo lokacijo pa se je preselil leta 1984. Februarja 2005 je vlada Združenih držav naredila korak naprej in začela graditi novo veleposlaništvo v Belmopanu, 43 let po tem, ko je bilo izbrano za novo glavno mesto. ZDA veleposlaništvo je bilo uradno odprto 11. decembra 2006. Mehika, Brazilija, Kostarika, Salvador in Venezuela imajo veleposlaništva v Belmopanu, medtem ko Ekvador, Čile in Dominikansko republiko zastopajo konzulati. Vendar ima nekdanja prestolnica mesto Belize s štirimi veleposlaništvi in 29 konzulati še vedno večino tuje diplomatske skupnosti države.

## Oblikovanje
Postavitev mesta se osredotoča na obvoznico, ki obsega nekaj manj kot 4 km. Večina vladnih stavb je znotraj ali okoli obvoznice, veliko območje znotraj obvoznice pa je namenjeno tudi parkom.
Stavba državnega zbora je osrednja točka zasnove mesta s sivo kamnito arhitekturo in širokimi stopnicami, oblikovanimi tako, da spominjajo na majevski tempelj, kar odraža kulturno dediščino naroda. Okoliške stavbe odražajo to zasnovo, pri čemer stavbi vzhodnega in zahodnega krila prispevata k splošnemu vtisu starodavnega majevskega trga.
Prvotne stavbe so bile zasnovane z obsežnim prezračevanjem, da bi se prilagodile tropskemu podnebju, kar je povzročilo pikčast učinek na stenah stavb.
Obsežne notranje prenove in razširjena uvedba klimatskih naprav so povzročile, da je ta zasnova postala neučinkovita.

## Geografija
Belmopan stoji v sredini države, v dolini reke Belize, približno 80 km zahodno od mesta Belize, v notranjosti od Karibskega morja in 76 metrov nad morsko gladino, s pogledom na vznožje gorovja Mountain Pine Ridge. Mesto je ob cesti Hummingbird. Dve uri in pol južno od Belmopana, po cesti, je rezervat za divje živali Cockscomb Basin.
Njegovo ime je akronim imen rek Belize in Mopan. Kot novo glavno mesto je bilo zasnovano po tistem, ko je leta 1961 karibski hurikan Hattie s spremljajočim plimskim valom skoraj povsem uničil Belize City, zato se je vlada odločila za premik sedeža v notranjost države, kjer bi bilo mesto manj izpostavljeno obalnim neurjem.
Večina prebivalcev dela v državni upravi, pri čemer se mnogi tudi vozijo iz Belize Cityja, ki je oddaljen le uro vožnje in ohranja položaj glavnega gospodarskega središča države. Narodnostno so mešani, pretežno pa so katoliki. Glavni znamenitosti Belmopana sta Trg neodvisnosti v središču mesta in novo poslopje državnega zbora.

### Podnebje
Belmopan ima tropsko monsunsko podnebje (Am) po Köppnovi podnebni klasifikaciji. Mesto ima daljšo mokro sezono, ki traja od maja do januarja, in kratko suho sezono, ki pokriva preostale tri mesece. Kot je značilno za številna mesta s tropskim monsunskim podnebjem, ima Belmopan med sušnim obdobjem nekaj padavin. Marec in april sta tretja meseca Belmopana s približno 45 milimetri padavin. Tako kot pri mestu Belize so to nekoliko nenavadni meseci za mesto s tropskim monsunskim podnebjem, ki ima tretje mesece v letu. Običajno je tretji mesec za mesto s tem podnebnim tipom mesec po zimskem solsticiju, kar bi bilo v Belmopanu januar. Povprečne mesečne temperature so skozi vse leto nekako konstantne in se gibljejo od 23 do 28 °C.

## Izobraževanje
Mesto Belmopan ima tri predšolske ustanove, štiri osnovne šole in štiri srednje šole ter sodoben regionalni jezikovni center (RLC) v osrednjem kampusu Univerze v Belizeju, kjer študentje iz sosednjih špansko  govorečih držav prihajajo študirat angleščino. Kampus Belizejske univerze v Belmopanu ima naslednje fakultete: izobraževanje in umetnost, menedžment in družbene vede, znanost in tehnologija ter zdravstvena nega in sorodno zdravje. Cerkev/državni sistem prevladuje v belizejskem izobraževanju, zlasti kar zadeva predšolsko, osnovnošolsko in srednješolsko izobraževanje, in skoraj vse šole v Belmopanu podpirajo cerkve.

## Narodnostna sestava
Prebivalstvo ožjega Belmopana (leta 2009 približno 20.000 ljudi) je različnih narodnosti, vključno s Kreoli, Garifunami, Mestici, Maji in nedavnimi priseljenci iz azijskih držav, kot sta Ljudska republika Kitajska (celinska Kitajska) in Republika Kitajska (Tajvan).
Okoli Belmopana je pet območij:
- Salvapan, s 3000 prebivalci, večinoma srednjeameriškega porekla;
- San Martin, s 1694 ljudmi mešanega izvora (Kreolci in srednjeameriški Maji);
- Las Flores, s 453 ljudmi večinoma srednjeameriškega porekla;
- Maya Mopan, z 241 ljudmi, večinoma Ketchi/Mopan Maja; in
- Riviera, z nedoločeno populacijo srednjeameriških priseljencev in domačinov.

## Gospodarstvo
Ob ustanovitvi in pozneje je Belmopan upravljala korporacija RECONDEV (Reconstruction and Development Corporation), ki je bila odgovorna vladi.
Prebivalci Belmopana so na referendumu leta 1999 izglasovali prehod na neposredne volitve mestnega sveta. Leta 2000 je bil Belmopan ustanovljen kot mesto in je imel prve volitve v mestni svet. Anthony Chanona iz Združene ljudske stranke je bil izvoljen za župana s šestčlansko listo in ponovno izvoljen leta 2003. Po občinski zmagi Ljudske stranke leta 2020 je županja Belmopana Sharon Palacio.
Ker je Belmopan sedež vlade, veliko njegovih prebivalcev dela za državno vlado na upravnih ali tehničnih vlogah. Številni imajo sedež v veliki skupini vladnih stavb okoli stavbe državnega zbora.
Belmopan ima približno 589 poslovnih enot (po popisu leta 1997 jih je bilo 373). V mestu je pet mednarodnih bank in več lokalnih finančnih ustanov. Leta 2003 sta bila zgrajena avtobusna postaja in tržnica.